# Costumes do Antigo Egito

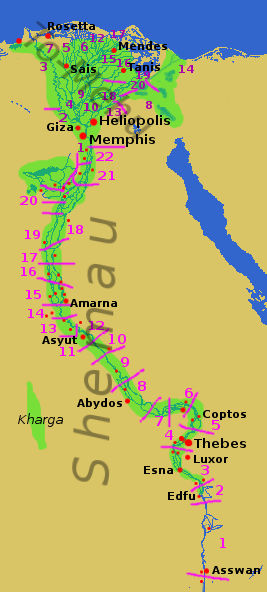
Nomos do Egito

Os costumes do Antigo Egito tratam da rotina diária das pessoas, cidades, emprego, economia, tudo o que é obtido a partir da agricultura, as suas necessidades e benefícios. Heródoto afirmou: "O Egito é uma dádiva do Nilo"  e este permeia todos os aspectos da vida, incluindo a mitologia.
Nas margens do Nilo, a revolução do Neolítico foi bem-sucedida, a recolecção, os animais domésticos e as praticas da pecuária. A observação de um aumento da produção de gramíneas no limo das inundações, levou à criação de um sistema de irrigação que levou à organização da economia que ajudou a armazenagem, levando ao desenvolvimento das ciências, e das artes:
- Escrita, para a gestão dos recursos,
- Geometria, para calcular as encostas em valas e medição da área,
- Álgebra, para distribuir adequadamente o fluxo
- O Tempo, para prever a inundação do rio,
- Astronomia e, portanto, o momento de anunciar e organizar trabalho.

## Organização do Estado

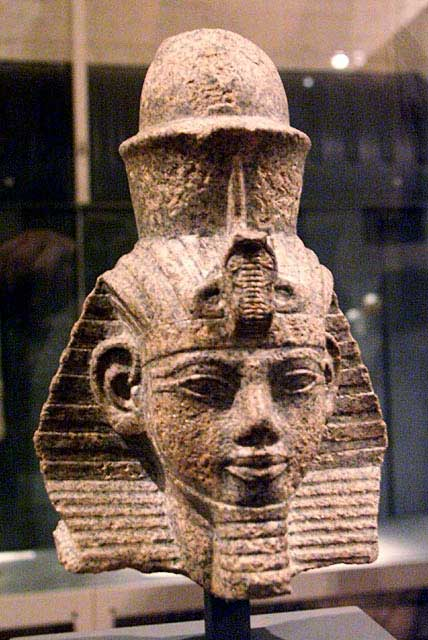
Amenófis III com as duas coroas

Ao Faraó, a encarnação do deus Hórus na terra, desde o período pré-dinástico que se lhe reconhece o poder absoluto sobre o resto dos mortais que, assumem por defeito que ele era o proprietário de todo Egito, terras, culturas, armas e até mesmo das pessoas e, tudo o que ocorria no país era-lhe atribuído, fosse uma boa colheita ou uma inundação do Nilo. era ele que nomeava pessoalmente vizires, sacerdotes, generais e outros altos funcionários.
A unificação do Alto e Baixo Egito na época Narmer marcou o início da cultura egípcia, mas a primeira divisão nunca foi esquecida. Durante muito tempo, ouve duas administrações e quando foram fundidas mantiveram-se uma série de símbolos que lhes recordava essa divisão, sobretudo nos rituais religiosos. O símbolo mais conhecido é a coroa dupla.
Como proprietário absoluto da terra, o Faraó tinha o direito de receber os seus frutos, mas às vezes dava terrenos aos templos (que chegaram a controlar vastas propriedades) ou a indivíduos, bem como efetuar o pagamento de uma taxa, caso as propriedade fossem devolvidas por um determinado funcionário terminar a sua função (no caso de governadores locais), ou devido a uma atribuição condicional, tais como veteranos, desde que um filho servisse no exército. Entretanto, nos períodos de debilidade real, esquecia-se o acordado e as terras passavam a transmissão hereditária. Mas, em muitos casos, faraós, sacerdotes ou nobres subalugavam-nas a agricultores com experiência. A recolha de impostos mobilizava um grande número de funcionários para controlar tudo e havia censos frequentes, com cada um pagando com parte do seu trabalho, grãos, animais ou produtos artesanais.
Uma consequência directa da divindade do rei foi o grande poder dos sacerdotes que eram nomeados pessoalmente para o representar na adoração.

## Religião

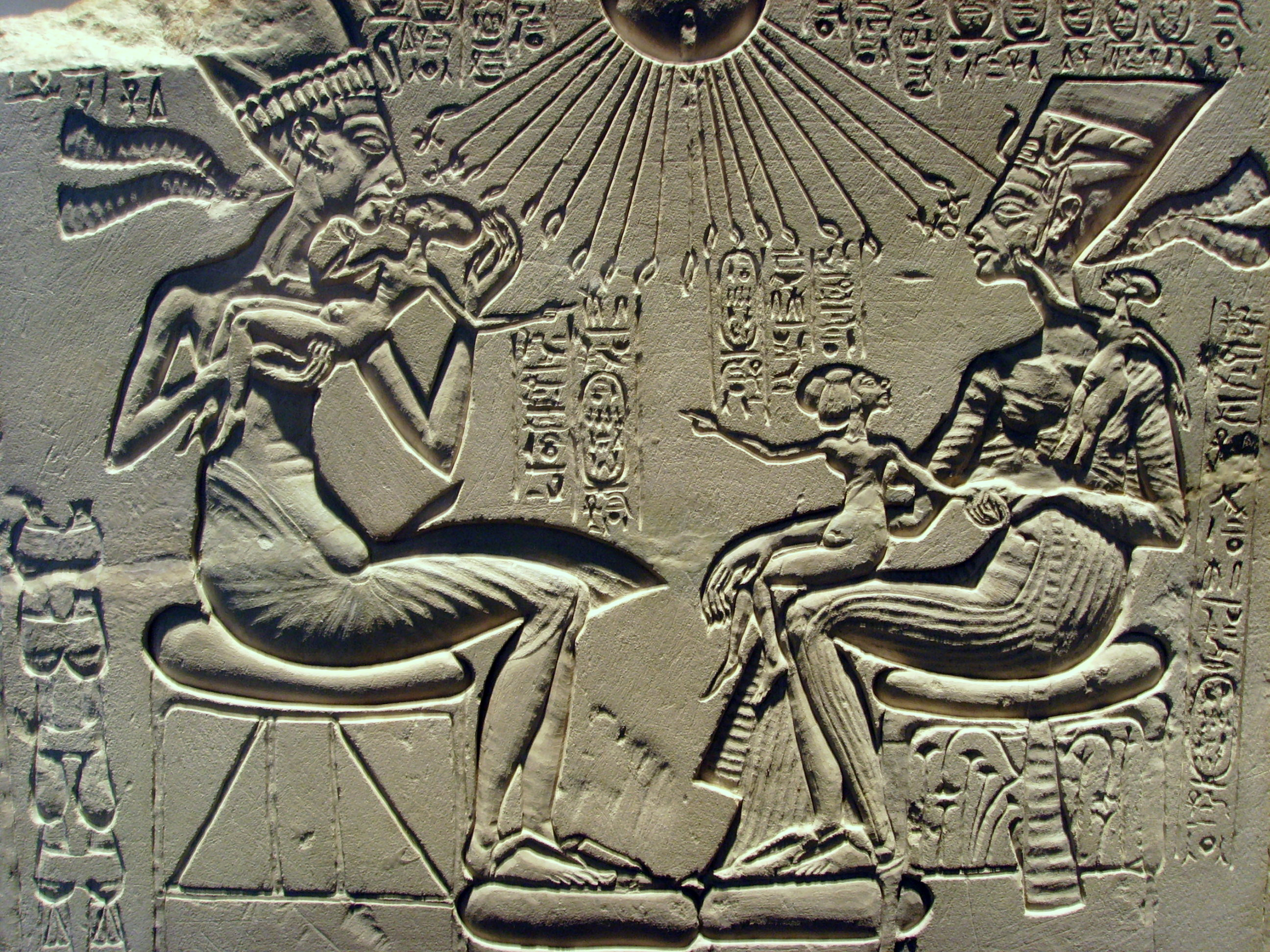
Aquenatão e a sua família presidida pelo deus do sol Áton

Os deuses teriam uma aparência antropomórfica e combinados com outros elementos extraídos dos animais que representavam o poder de Deus. Após as relações familiares, tão importantes para os egípcios, foram agrupados em tríades familiares. Desta forma, eram mais fáceis de recordar e identificar.
Cada deus estava disponível para o mundo terrestre nas profundezas dos templos, consubstanciado por uma estátua que o faraó, ou na sua falta, o sacerdote devia agraciar os dias (entregando oferendas).
Amenófis IV proclamou a abolição de todos os deuses a favor de um Deus único, Áton (um dos muitos defensores de Rá), mas não teve sucesso: o faraó foi automaticamente proclamado como o único intermediário entre Áton e a humanidade, praticamente negando o sacerdócio. As reacções foram rápidas e o seu monoteísmo não iria durar. Após a o sua morte, o seu filho (o futuro Tutancâmon que morreu muito jovem e cujos restos mortais foram encontrados em perfeito estado) foi criado e utilizado pela casta sacerdotal para restaurar o culto de todo o panteão.
Alcançar a proximidade de Deus e tornar-se um deles era o desejo dos egípcios para a vida após a morte. Esta união era feita desde que o falecido tivesse sido aprovado no tribunal de Osíris e se tivesse um corpo incorrupto que pudesse acomodar a sua alma. De fato, um dos piores castigos era o de lançar os seus corpos à água ou ao fogo, como aconteceu com os cúmplices da tentativa de golpe de Estado tentado pelo príncipe Pentaur.

### Mumificação
Para os antigos egípcios, reuniam-se no Amenti ( Paraíso) com o corpo, jat e com o espírito segundo três princípios:
Aj, o imortal, que representa a essência divina e que abandona o corpo após a morte para se juntar aos deuses.
Ka, a energia vital, continua a viver uma vida na fictícia no sarcófago, necessitam de alimento, ou através da introdução de feitiços mágicos em uma estátua representando o falecido. Tinha as Ushebti, estatuetas dos servidores que deverão ajudar no trabalho que Deus encomendou ao falecido. Outro definição de Ka é concebida como uma parte individual, o espírito distinto de cada ser humano, ou ego humano vital, como simbolizado pela mão em direcção ao topo, libertando a luz interior da vida, uma vez que tal não é necessário no além
Ba, o espiritual. Deixa o corpo através do dia, mas deve voltar a ele ao anoitecer para evitar ser devorado por espíritos malignos. Poderia também ser destruída por causa dos pecados do falecido. Embora o Ba segui-se os passos da salvação descrito no Livro dos Mortos reproduzido no túmulo, o corpo era salvo pelo processo de mumificação. De acordo com outras versões do papiro do Livro dos Mortos, o Ba é representado por um pássaro e simboliza a Mente penetrante, em ligação com o Divino que é por vezes confundida com o Aj.
O deserto, onde se enterravam os mortos, provavelmente desempenhou um papel importante nesta crença na imortalidade:
No pré-dinástico às vezes, os egípcios enterravam os seus mortos nus e em posição fetal, em fossas escavadas na areia à superfície do deserto. Areia seca e quente ressequia lentamente o corpo, evitando a sua decomposição. Possivelmente alguns desses cadáveres emergiam à superfície, o que levou à convicção de que o corpo se movia, e que se podia viver vida após a morte.— Llagostera

## Família
Embora a sociedade fosse muito tolerante, a família, que incluía um casal e seus filhos, eram considerados o modelo ideal.

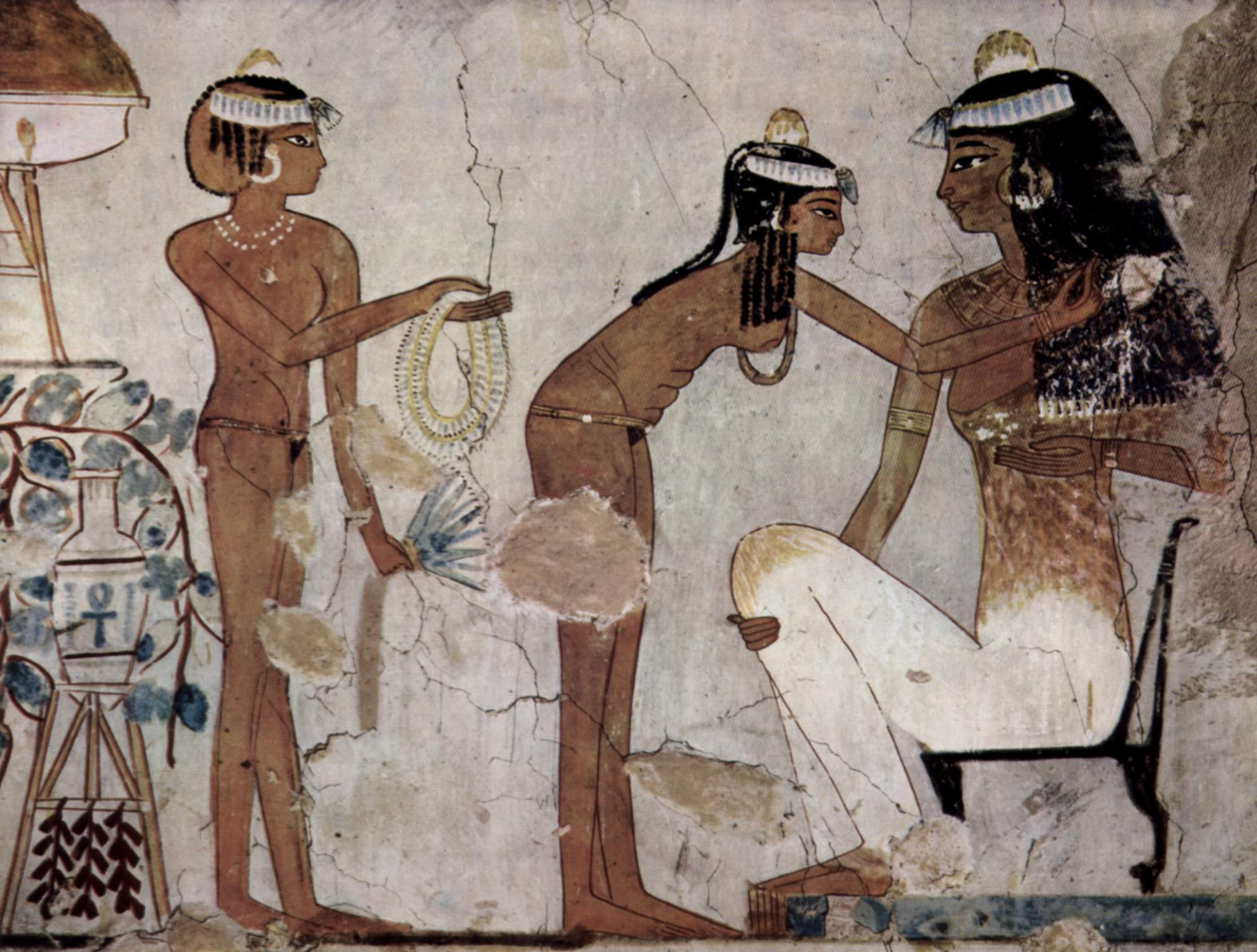
Toucado de uma dama

- A mulher: mantinha seu nome, uma certa independência e até mesmo o seu trabalho: como parteiras, tecelãs, médicas, prefeitos, ou como colaborados na empresa de seus maridos. Ao casar, as mulheres adquiriam o status de "nbt pr", que significa administradora do Património e em casa eram elas que organizavam tudo. Prestavam muita atenção à sua aparência, principalmente com o penteado e a maquilhagem. Nas pinturas, a pele dos homens aparece mais morena enquanto as mulheres de classe superior tinham um tom de pele mais pálido. Acredita-se que a diferença na cor da pele pode indicar posição elevada da pessoa, ou pode indicar que essa se abrigava mais do sol em casa, ou que utilizava de vários cosméticos para adquirir tal cor. Outras versões (discutíveis) indicam que era um símbolo de pureza, beleza e de inactividade, por respeito aos homens, sendo esses sempre representadas com um tom de pele mais escura.
- Casamento: geralmente iniciado quando os jovem iam viver juntos, elas entre os 12 e os 14 anos e eles aos 16, sem nenhum tipo de estatuto oficial, excepto a assinatura de um contrato em que se descrevia os bens de cada um: o casamento era celebrado em família, visto como um assunto mais privado. A monogamia ou poligamia, era uma questão prática e não tinha valor jurídico ou moral, e uma vez que a esposa e os filhos tinham direito a parte do património do marido, esta questão influenciava a decisão de ter ou não uma segunda esposa, ou que esta fosse uma escrava.
- Divórcio: também era um assunto privado, poderia ser solicitado por qualquer dos cônjuges, por motivos tão amplos como o adultério ou a esterilidade e mesmo a fealdade da esposa. Se anteriormente se tivesse definido os bens de ambos os cônjuges no contrato feito por um escriba, ela poderia recuperá-los, se não tivesse nada, podia regressar para os seus pais.
- Sexo: havia uma grande liberdade, como se podia verificar em numerosos escritos e na moda: as mulheres (excepto no caso da realeza, que se cobriam para não apanhar sol), andavam, da mesma forma que os homens em tronco nu indo dessa forma para o trabalho, excepto em alguns trabalhos em que iam completamente nus: talhantes, marinheiros, empregadas domésticas, etc. As relações não eram controlados, o incesto era costume na família real e nem mesmo o adultério da mulher era punido, no pior caso, custava-lhes o divórcio, ainda que em alguns papiros se descrevam casos em que o adultério das mulheres era castigado por lapidação. O única tabu estava em considerar a menstruação impura, ao ponto de dispensar os trabalhadores durante os em que a esposa estivesse menstruada.
- Crianças: eram desejadas, ainda que devido à elevada taxa de mortalidade das mulheres no parto, fossem utilizados contraceptivos para prevenir gestações seguidas. As crianças eram mimadas e educadas, sem distinção de sexo e muitos aprendiam a ler e a escrever. Os filhos das famílias nobres frequentavam a escola da Casa Jeneret, a casa da rainha.

### Moda
A princípio Egípcios usaram algodão para suas roupas, mas mais tarde adotaram o linho, acreditando que tal material era mais puro que o anterior. A maior parte da vestimenta Egípcia era branca, mas muitas roupas apresentavam cores e até imagens bordadas ou pintadas no tecido. Trabalhadores e escravos em sua maioria permaneciam nus, embora alguns utilizassem saiotes simples.
Homens vestiam uma saia curta chamada schenti (ou chenti), presa na cintura por um cinto, normalmente pregueado ou amarrado na frente. A moda desse saiote mudou durante o império Egípcio, se tornando mais longo e com mais camadas a partir do Império Médio.
As mulheres da classe alta usavam um vestido longo e apertado, chamado kalasiri. Esses vestidos eram sustentados por uma ou duas tiras e normalmente chegavam até o tornozelo, enquanto a borda superior podia ser usada tanto acima quanto abaixo dos seios. O comprimento do vestido denotava a classe social do usuário.
No último período de tempo ou de novos vestuário mudou drasticamente, especialmente para as mulheres, quando o conceito de mulher impudica foi introduzida através da dinastia ptolomaica (de origem grega). Como resultado, as mulheres foram gradualmente cobrindo seus corpos.
Também notável é que a realeza e os escribas depilavam-se, tanto homens quanto mulheres, raspando até mesmo os cabelos e as sobrancelhas. Ainda assim, alguns Egípcios são representados em pinturas e esculturas usando bigodes, como o escriba real Imhotep.

### Alimentação
De acordo com Heródoto os trabalhadores Egípcios comiam cebola e alho, mas pão e vinhos também deviam fazer parte de sua dieta, uma vez que eram pagos em trigo e cevada.
Os vegetais eram comidos como um complemento para a cerveja e o pão; os mais comuns eram cebolinhas e alho, que também serviam de ingredientes no campo médico. Havia também alface, aipo (comido cru ou usado para temperar ensopados), certos tipos de pepino e talvez até melões. Na época greco-romana nabos faziam parte da dieta Egípcia, mas não se sabe se eles já estavam presentes antes desse período. Vários tubérculos de junco, incluindo papiro, eram consumidos crus, cozidos, assados ou moídos em farinha e eram ricos em nutrientes.
Lírios e plantas aquáticas com flores semelhantes podiam ser comidas cruas ou transformadas em farinha, e a raiz e o caule eram comestíveis. Vários legumes, como ervilhas, feijões, lentilhas e grão-de-bico, eram fontes vitais de proteínas. Escavações na vila de trabalhadores de Gizé revelaram vasos de cerâmica importados do Oriente Médio, que eram usados para armazenar e transportar azeite de oliva desde a quarta dinastia.
As frutas mais comuns eram as tâmaras, figos, uvas (e passas), nozes de palmeira (comidas cruas ou maceradas para fazer suco) e frutas nabk (uma espécie do gênero Ziziphus). Os figos eram comuns porque eram ricos em açúcar e proteínas. As tâmaras seriam secas/desidratadas ou comidas frescas. Às vezes, as tâmaras eram usadas para fermentar o vinho e os pobres as usavam como adoçantes, enquanto os ricos fariam uso de mel para adoçar seus pratos. Ao contrário dos vegetais, cultivados o ano todo, as frutas eram mais sazonais. Romãs e uvas seriam levadas para as tumbas dos mortos.
A carne provinha tanto de animais domesticados quanto da caça. A alimentação Egípcia possivelmente incluía várias aves, como predizes, codornas, pombos, patos e gansos. Galinha provavelmente chegaram à terra Egípcia por volta do século V ao IV a.C, embora nenhum osso de galinha tenha sido encontrado antes do período Greco-romano. Os animais mais importantes eram o gado, ovelhas, cabras e porcos (cujo consumo era anteriormente considerado um tabu uma vez que os sacerdotes do Egito relacionavam o porco ao deus maligno Seth). Em pinturas aves, peixes, e frutas, são representados sobre mesas, tanto como alimento a ser consumido quanto como ofertas para deuses e para os mortos no além. De acordo com Heródoto, os Egípcios evitavam consumir carne de vaca, uma vez que esse animal era sagrado e associado com deusas como Ísis e Hathor.

## Educação

### Casa da Vida

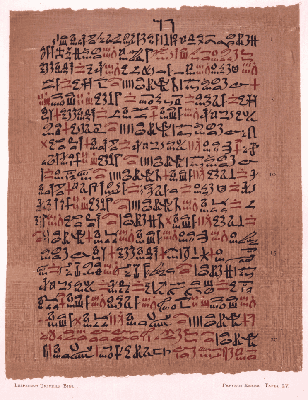
Papiro Ebers

A Casa de Vida (no Egito: Per Ank) foi o nome dado à instituição, no Antigo Egito dedicada ao ensino de nível mais avançado, funcionando também como uma biblioteca arquivo e oficina cópia de manuscritos. A Casa da Vida estava acessível apenas para a tipo e padre. Não são conhecidos muitos pormenores sobre esta instituição, mas sabe-se que surgiram na época da Velha. Tendia a ser o local do palácio real, mas ele trabalhou em um templo ou de um edifício situado dentro da área dedicada a ele. Provavelmente todas as cidades de tamanho médio seria Casa de Vida, a presença destas instituições em áreas tais como Amarna Edfu Mênfis Bubástis e Abidos.
Amarna na Casa da Vida foi composta de duas divisões principais e seus anexos, um deles foi a casa do director da instituição. Entre as lições ensinadas foram os de médico astronomia, matemática, doutrina religiosa e línguas estrangeiras. Conhecimento do último se tornou importante durante o Reino Novo por causa da cosmopolita era, marcada pela predominância do Egito sobre uma vasta área variando de Núbia para o rio Eufrates.
Os escribas que trabalharam na Casa da Vida obtiveram como título "Servos de Rá" ou "seguidores de Rá". Rá era o Deus egípcio domingo, que deram as suas vidas, de modo que o título foi associado com a ideia de que foram eles próprios que vivem transceptores escribas. A Casa da Vida também foi associada com Osíris, Deus do renascimento. Acreditava-se que o ato de copiar o texto para ajudar o Deus a renasce todos os anos na sua festa.
Nestes a casa da vida são também alguns estabelecimentos que poderiam ser considerados uma espécie de sanatório.

### Casa Jeneret
Casa Jeneret era uma dependência da rainha da casa, onde as senhoras educadas do tribunal, em muitos aspectos, mas acima de tudo instruído em música e dança, aprender a dialogar harpa, o alaúde, ou flauta. As suas danças rituais e melodias para apaziguar os deuses e do clima de harmonia em todo o mundo rejubilaram.
Uma actividade importante a ser levado a cabo nas escolas, a Casa Jeneret foi o vestuário, as ferramentas eo desenvolvimento de beleza e de limpeza, assim como oficinas olaria, tecelagem e carpintaria.
A hierarquia depende da Grande Esposa Real, e foi responsável para os funcionários que trabalhavam para as oficinas de trabalho, gerentes e funcionários. O director assumiu o título de Sehpset o "venerável" de outras mulheres, pertencentes à nobreza tinha o Ornato Real.

## Agricultura
É claro que a civilização egípcia não poderia ter desenvolvido sem o Nilo: a adubação periodicamente transborde seus bancos em calcário, permitindo colheitas abundantes.
Muitas pinturas de templos e túmulos foram registadas tanto nos esforços dedicados à agricultura, a espinha dorsal da economia, (Os faraós eram cuidadosa para tornar onerosa obras para domesticar e canalizar o Nilo), como camponesa trabalhistas.
Encanamentos datam desde o início dos 3500 e 1 830 a.C., prevê o primeiro plano de irrigação no Baixo Egito, no futuro, para garantir abastecimento de água para culturas durante a estação seca.

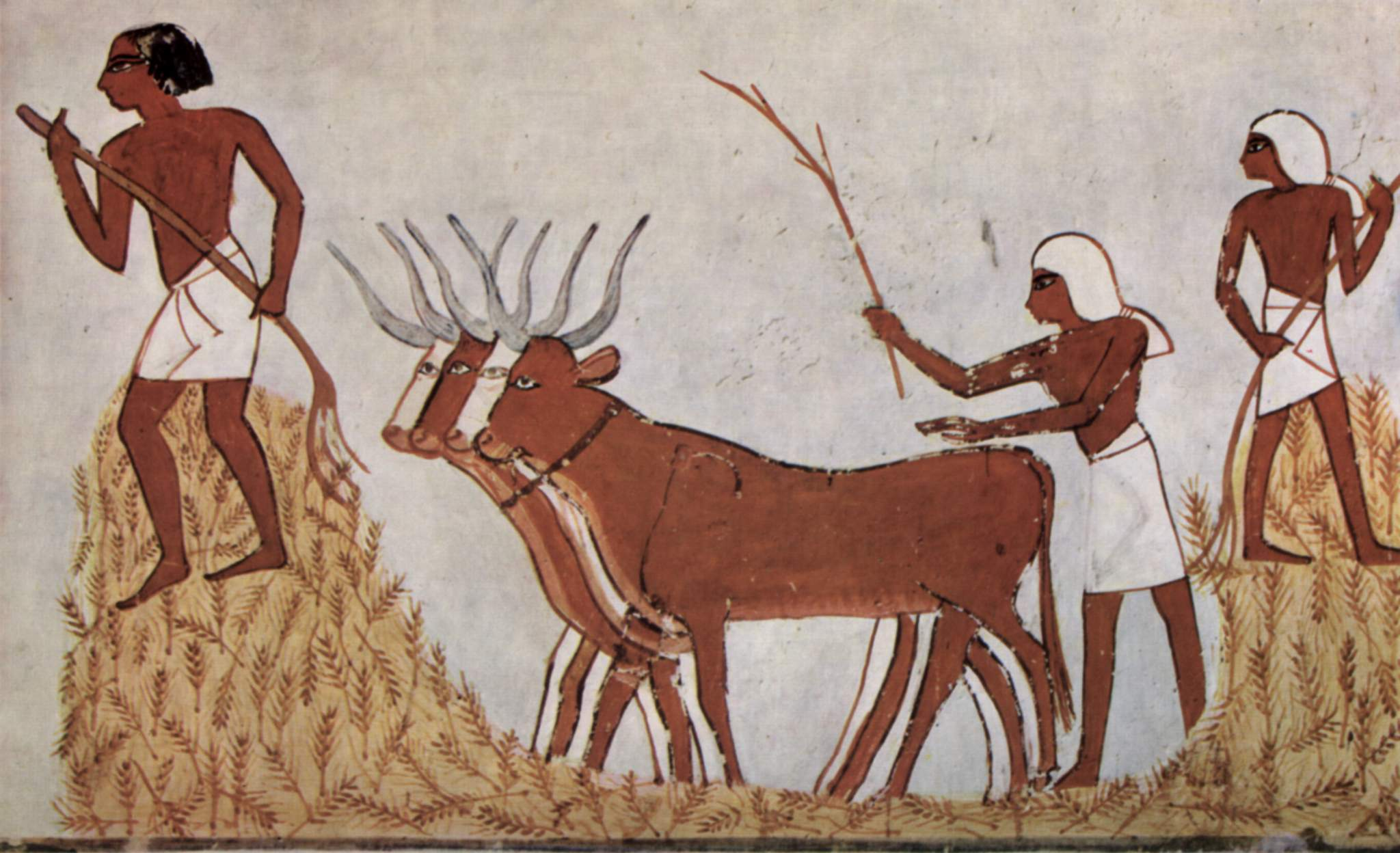
Faina de recolecção

Terreno propriedade estava no início, mas sucessivas doações resultou em um sistema real latifundiário, que alugadas parcelas de famílias individuais. Normalmente, os contratos são renovados anualmente e se houve falha, para que foi herdado pelos filhos. A estabilidade económica não variar as condições em 3000 anos foi boa ou má colheita, o proprietário ou coleccionador faraó tinha entregue 7 ou 8Khar (86 litros de grãos) por arura (0'25ha).
É cultivada principalmente trigo, cevada, linho figos, cebola, alface, e recebeu cuidados especiais a videira, mimando vinho, que foi indicado em ânfora origem, o ano de colheita, e nome do produtor, e foi muito apreciada. Preparada com cevada cerveja, barata e abundante.
As árvores eram escassos, por isso era totalmente proibida sem a permissão corte real. Em geral, a fruta estava nos jardins de famílias ricas.

## Economia
A economia do Egito antigo era totalmente comprometida. O Estado controlava a agricultura, era o proprietário das Minas, distribuídos alimentos, recolhidos impostos, com comércio.

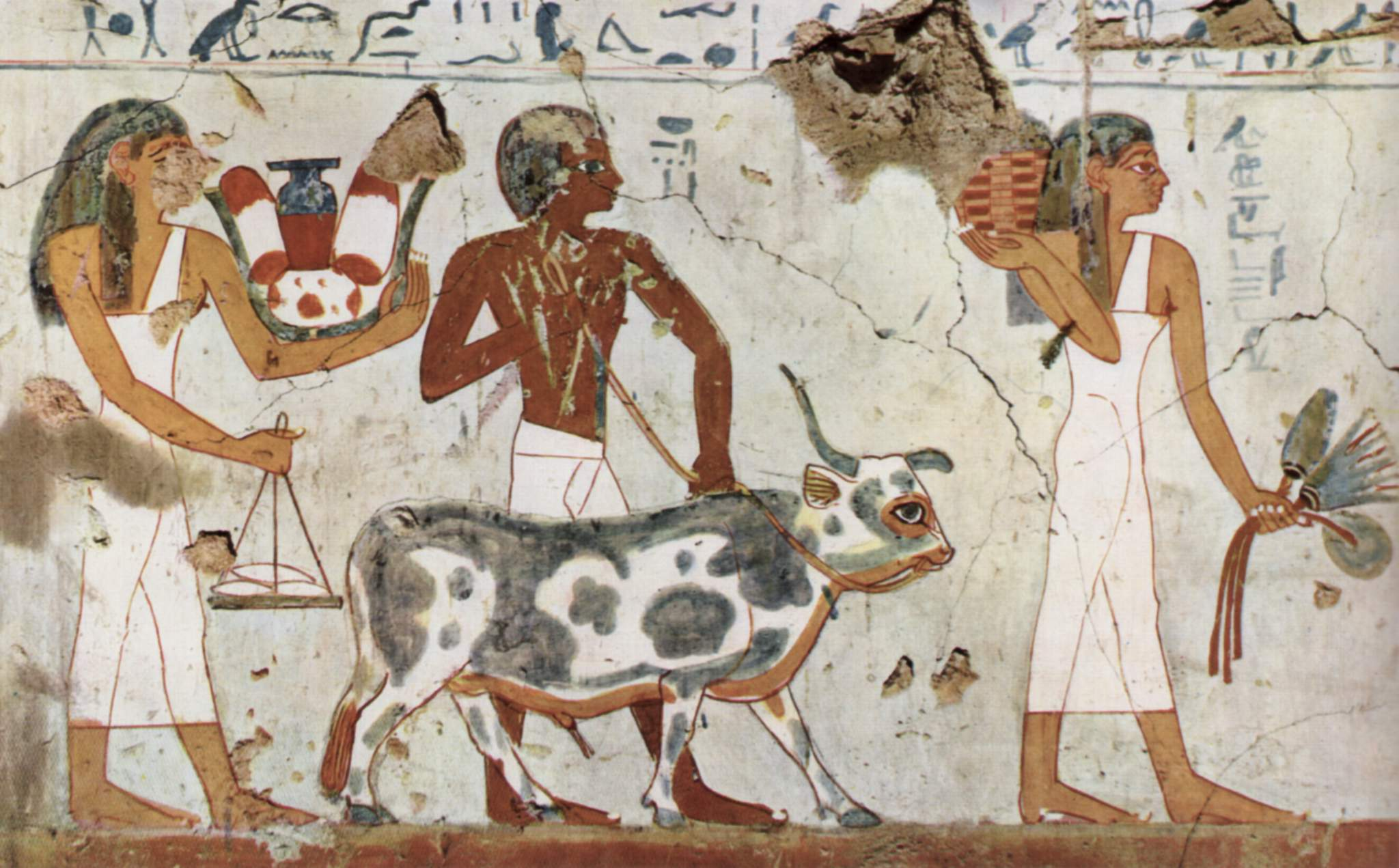
Cumprindo impostos

A riqueza veio de excedentes agrícolas nada mais colheita, os produtos, e as cabeças de gado "cargo", como os impostos foram levadas para o silos das respectivas agências, o verdadeiro núcleo da egípcia. Estas instalações de armazenagem são de vital importância, pois serviu para manter o excedente durante a época das cheias. Durante fases diferentes do Antigo Egito tinham diferentes morfologia. No Antigo Império teve estes silos em forma de cone com uma abertura no topo para derramar o conteúdo. No caso de você eram demasiado elevados auxiliares escadas são liberadas para facilitar a descida. Estas estruturas foram substituídos no Médio Império quadrado por vários edifícios com aberturas no telhado que estavam em silos próprios. Finalmente existe um único tipo de celeiro para o armazenamento de semeadura que diferia do resto por sua forma trapezoidal. Escribas cuidadosamente gerido por lojas especializadas têm várias funções:
- Crie reservas para tempos de escassez.
- Pague o salário de qualquer trabalhador (operário, artesão ou funcionário) ao serviço do Faraó, templo ou nobre responsabilidade da loja.
- Distribuir as sementes para a próxima semeadura.
- Vender o excedente no estrangeiro.

 Outros matérias

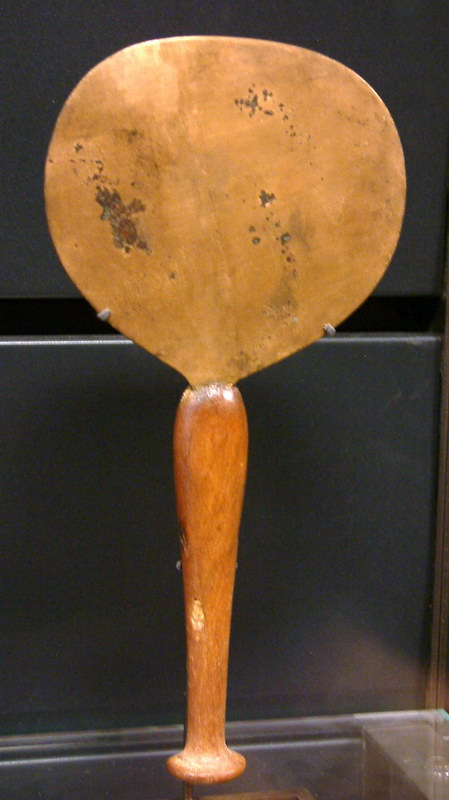
Cobre Espelho

- Pedra extraídos do pedreiras do país, e utilizado em templos, molas, túmulos ou canais.

* Adobe construída a partir de palha e barro do Nilo e à construção de casas e do cerâmica;
- Madeira: importadas de Líbano, foi utilizado para barcos e sarcófagos.

* Cobre a partir das minas de Sinai, usado para fabricar armas e ferramentas.
* Ferro importados do Reino Novo, a sua utilização é alargada a partir de ferramentas e suprimentos, de armas e maquilhagem.
- Metais nobres: o ouro era rico, não o prata, para importar e chegou a um preço mais elevado.

Egito não tinha dinheiro (paga com sacas de grãos ou de cobre) e utilizados no quotidiano do caminhão, avaliado em unidades normalizadas:
Khar: 65kg, grão
Se: 90 gramas de cobre
SHAT: 7 gramas de ouro,
seniu: 9 gramas de prata.
Rigoroso estado máquina para intervir em todos os assuntos, e armazenamento de excedentes impediu a execução da lei da oferta e da procura, as diferenças de preços e evitar ficar 30 séculos sem inflação.

## Médico

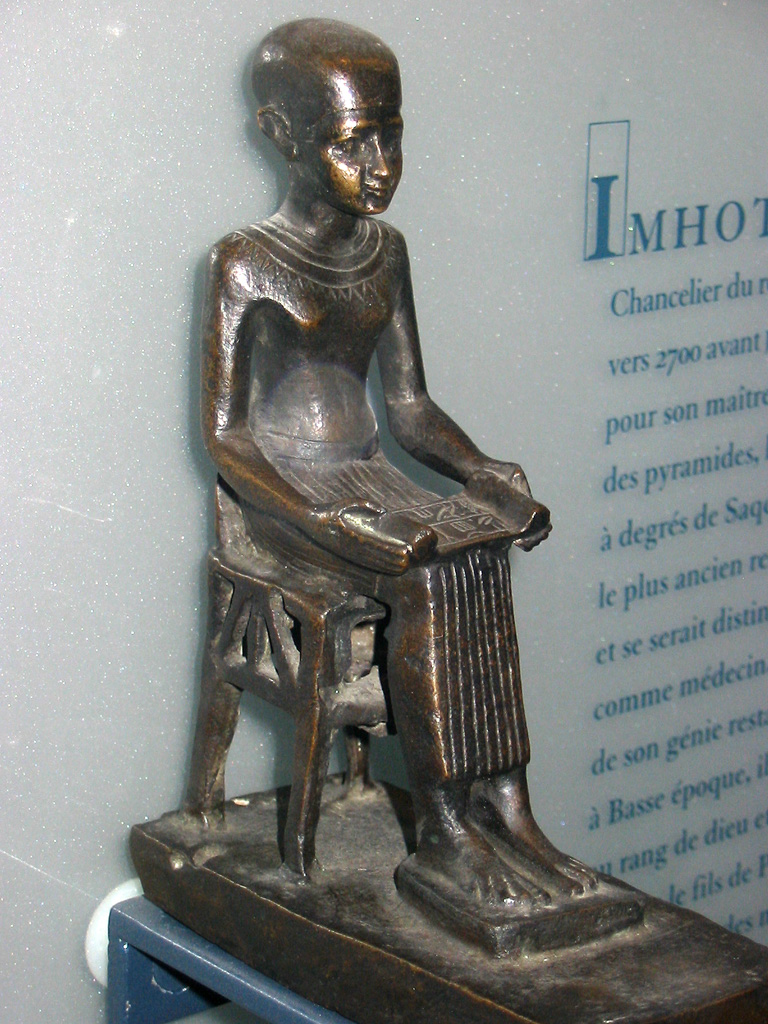
Imotepe, médico

Surgiram em outras partes do mundo, com a observação de que algumas plantas têm efeitos sobre os humanos: curar, curar ou matar. Dada a tendência do egípcio para estudar todos os natural, é um médico logo que surgiu alcançado grande prestígio, mesmo no estrangeiro. Heródoto sobre 
medicamento está dividido desta forma: cada um cuida da doença e não mais. Tudo está cheio de médicos, porque estes são alguns dos olhos, outros de cabeça, outros dos dentes ou a região do abdómen, e outras doenças do incerta (Medicina Interna). Terra Fértil que produz grandes quantidades de drogas são uma cura, outras são venenosas. País médicos, o mais sábio do mundo tinha .
 Especialistas em medicina ocupacional pela urgência para colocar o trabalhador regressar ao trabalho, o trabalhador que cuidou livre. Outras especialidades são os ginecologistas, porque era importante para as crianças, e Cirurgia. Medicina foi ministrado nas Casa da Vida ligadas aos vários templos.

## Exército
O Egito era um enclave protegido por natureza: ela lhe dá um rio que dá vida, e para além do deserto que era impossível uma invasão, pelo menos até o Império Médio, quando as fronteiras foram reveladas inseguros e os Faraós decidiu actuar no exterior, lutando para Síria e Canaã, cara e outros impérios. Foi, então, essencial para um exército organizado.

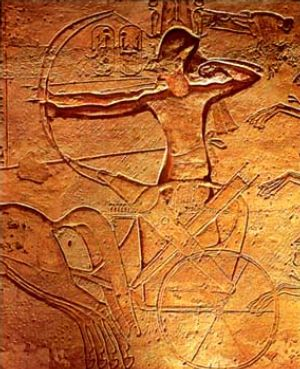
Ramessés II em Cadexe

No Império Antigo, o exército foi chamado mesh, cuja tradução é a "força grupo" e na verdade era, alguns grupos reúnem-se em caso de necessidade de apoio às pequenas unidades permanentes. Este exército tinha seus direitos para proteger a fronteiras e o comércio marítimo, mas também a conduta de todos os tipos de obras públicas.
Durante o Primeiro Período Intermediário como resultado da instabilidade, os vários governadores criaram exércitos privados, e iniciou uma prática que era comum: o uso de forças estrangeiras mercenário.
Já no Reino Novo, após a derrota da hicsos O dinastia XVIII começa uma série de campanhas militares e conquistas para as quais o exército necessário elaborar uma organização. Os hicsos tinham introduzido o cavalo e a carroça de guerra, cujo uso foi restringido ao Faraó e os nobres, e estes corpos foram cobertos pela elite infantaria divisão, o que constituiu a principal massa de combatentes. Cada um foi ordenada por uma geral e recebeu o nome de um Deus, foram divididos em batalhões e companhias nesses formada por cerca de 200 homens, divididos em 50 secções.
Quanto às armas, pinturas e relevos ter deixado provas do uso de arco, tremer para as teclas de setas e cimitarra e Lança e posteriormente substituída por um martelo de um machado. Ele também usou um punhal no cinto e casaco de couro.
Os controles foram constituídos por membros de famílias de uma determinada categoria, os únicos que tinham acesso à escola funcionários e obter fama e prestígio no campo de batalha, fez promoções. As tropas estavam esperando por uma mancha 3'25 Ha, sem distinção entre nativos e mercenários, que podiam herdar terras, se os seus descendentes que tinham um homem apto a aderir.

## Cidades

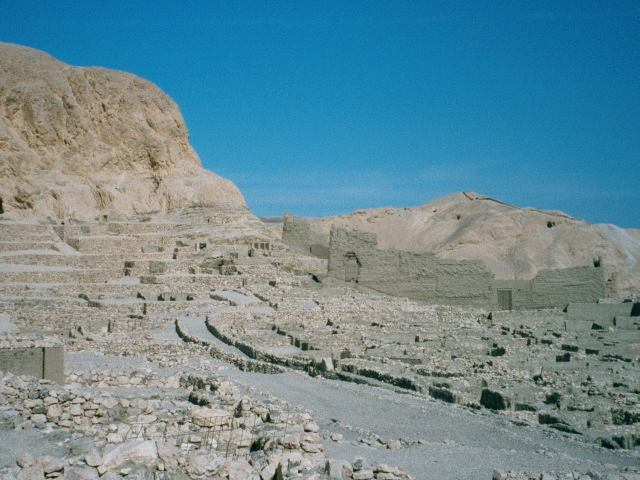
Restos de Deir Almedina

As cidades tendem a crescer em torno da Igreja, e principal, com excepção dos centros administrativos e bairros com uma finalidade específica (como o trabalho de classe distrito de Amarna), não houve planeamento prévio. Em Deir Almedina as primeiras casas não tinham fundamento, enquanto as expansões foram em paredes de pedra que tinha acabado formados com fileiras de tijolos e em Amarna, a cidade real, edifícios são de pedra com um metro cascalho e gesso. Não houve ricos e pobres, as casas foram misturados e estavam disponíveis e tamanho semelhante, excepto no caso de alta classe caracteres. Em geral, os membros da mesma família vivia em um bairro.
Deir Almedina era habitada pelos construtores dos túmulos reais. Foi fundado por Amenófis I cerca de 1 560 a.C. e subitamente abandonado durante o reinado de Ramessés XI a 1 085 a.C., o que facilitou o seu estudo em profundidade. Em tempos de Tutemés I, composto de cerca de 40 famílias, cercado por um muro. Os sucessivos alargamentos levaram a 70 casas e 50 intra-murais estrangeiro no momento do seu apogeu durante o reinado de Ramessés II para se deslocar a capital do Tebas para sair do delta e necrópole tebana.
Desde o início portão no muro enfrenta uma rua ao redor da aldeia, e distribuídos aos outros quatro casas. Graças à lixeira nas proximidades, onde foi recolhida uma grande quantidade de proscritos, peças de cerâmica que foram usados para escrever, e papiro que foi difícil de obter, têm sido capazes de aprender sobre os diferentes aspectos da sociedade. Curiosamente, os resíduos foram eliminados e atirando-os para trás da parede quando a pilha era demasiado elevado foram queimados.

## Habitação
As primeiras casas que remontam à familiarizado Período pré-dinástico construíram muros de adobe e o tecto de toras abrangidos pela palma folhas e lama casas eram simples, pequena, e subterrâneas o telhado inclinado, também semelhantes às de hoje. Mesmo a técnica mantém-se inalterado, com blocos de argila e palha no sol até secar, materiais frágeis com o tempo, que deixou-nos sem vestígios arqueológicos, em contraste com os túmulos ou o templos: a vida não precisa edifícios eternas só os deuses e os mortos eram dignos desse privilégio. Apenas os traços de Amarna Deir Almedina e pouco mais.

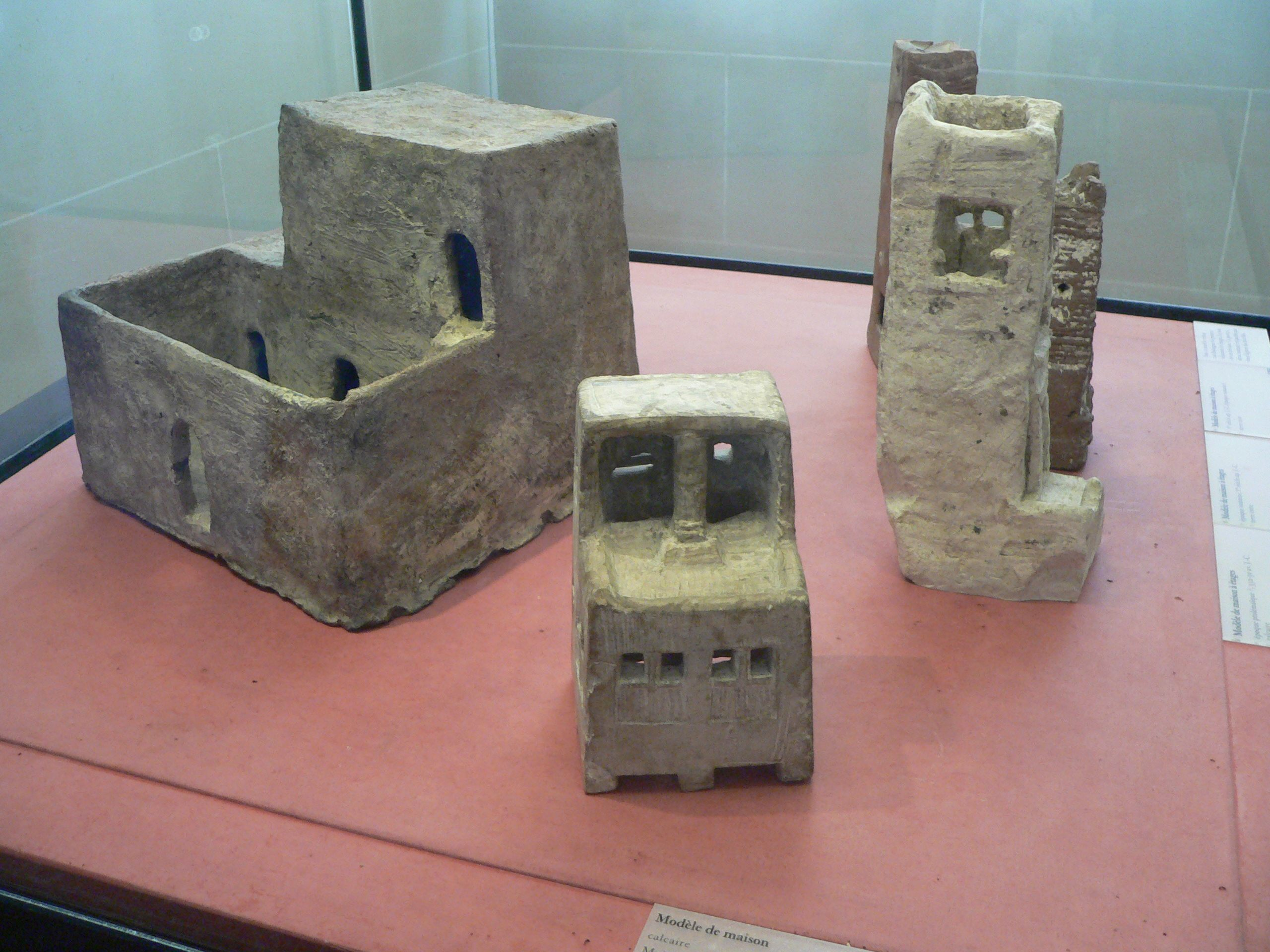
Modelos de casas.

Poderíamos ter uma ideia de como eram as casas da classe alta de modelos, especialmente o Império Médio reis e nobres, que colocou em seu Tomb s na Velha, embora a partir de Reino Novo são apenas representações ou papiro pinturas. Também foi encontrado mobiliário, móveis, jogos de tabuleiro e ferramentas. As casas dos ricos eram maiores, ou juntar duas, de modo a que tinha mais sala, garagem, jardins, fontes, jardim e casa de banho (o banheiro era uma pedra recipiente com tampa), e foram decorados com frescos.
Uma norma abrigadas residência de cinco para dez pessoas, os pais com seus filhos, por vezes, de diferentes mães, pois a mortalidade foi alta e frequente divórcios. As casas eram brancas e as salas estavam em linha, um atrás de outro para ocupar entre 40 e 120 m. A entrada é feita por uma porta de madeira, e a primeira estadia foi um altar, e foram mantidos candeeiros, jarras, lareiras. Depois, foi para a principal sala de jantar, iluminado por pequenas janelas ou não poderiam ser protegidos por cortinas ou persianas, e onde poderia haver um porão ou recipientes cerâmicos. Ele tinha uma coluna central de madeira que sustentam o telhado. Escadarias conducente à adega, uma porta e deu lugar a outras salas, se tivessem, que eram armazéns e dormitórios. Foi cozidos na rua se a casa era muito pequena, ou no quintal, onde havia um fogão e uma pequena loja de grão.

## Classes sociais

### Escravo

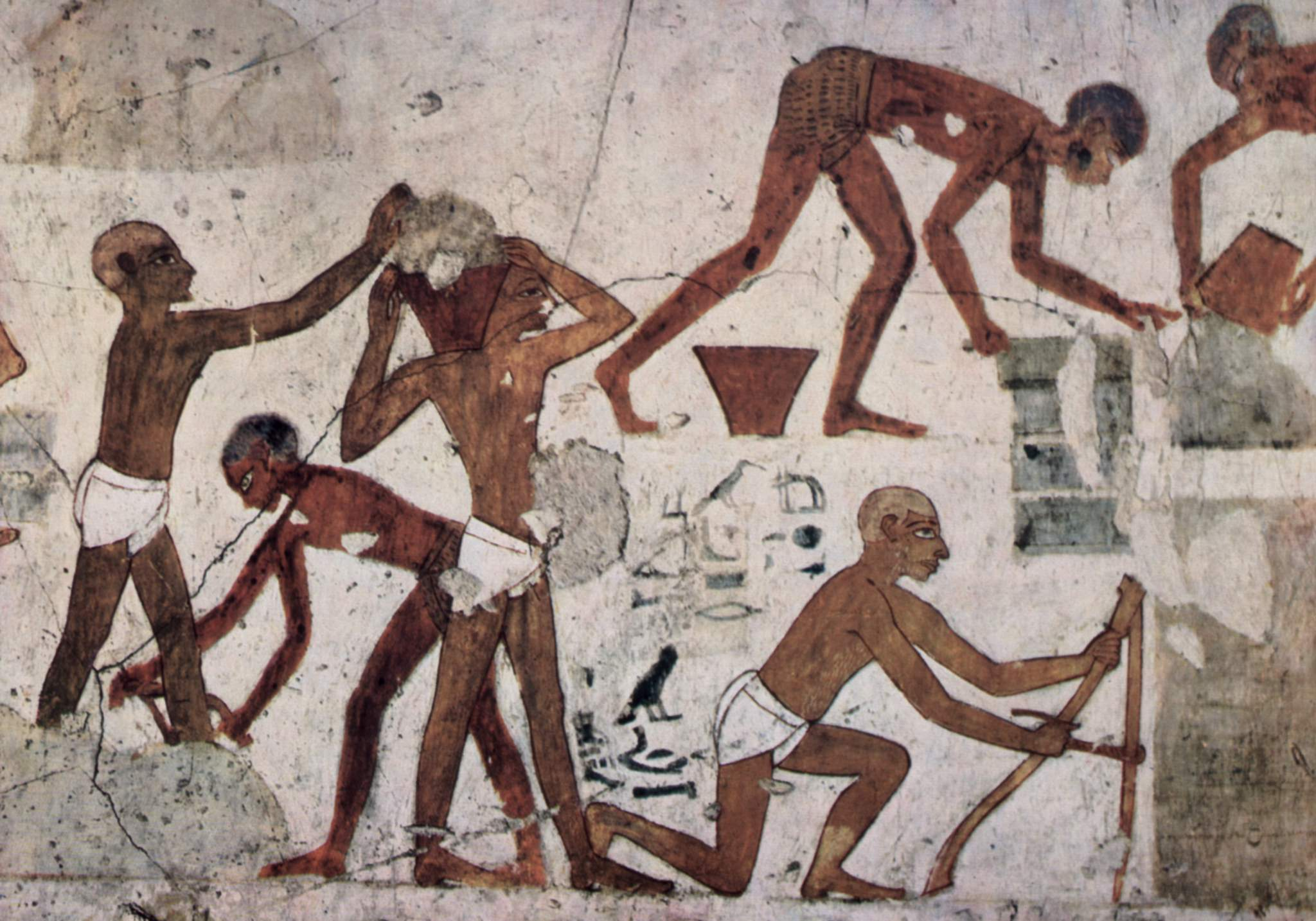
Escravos a realizar várias obras.

Inicialmente, a linha que separa o escravo do agente era muito magro, pois tudo pertencia ao Faraó do Egito. Vitoriosa campanhas militares trouxeram muitos escravos tão real quanto guerra saque, o que levou à abundância distribuídas entre os templos e os indivíduos.
Um escravo tinha direitos legais, poderia obter riqueza, e recebeu um bom negócio, especialmente para o serviço doméstico. Devem receber pagamento em alimentos e abrigos, mas também uma certa quantidade de tecido, vestuário e do óleo, e poderia comprar terra ou ser realizada por seu mestre. Está documentado em papiro s de dinastia XVIII, que alguns trabalhadores estavam vendendo si, garantindo assim melhores condições de vida. Outra coisa foi o seu tratamento às mãos dos seus guardiões prisioneiros de guerra para minas Núbia e Sinai.

### Agricultor
Rege a sua vida pelas estações, o que para eles eram três: Inundações, plantio e colheita, mas de uma maneira especial pelas inundações fluviais.

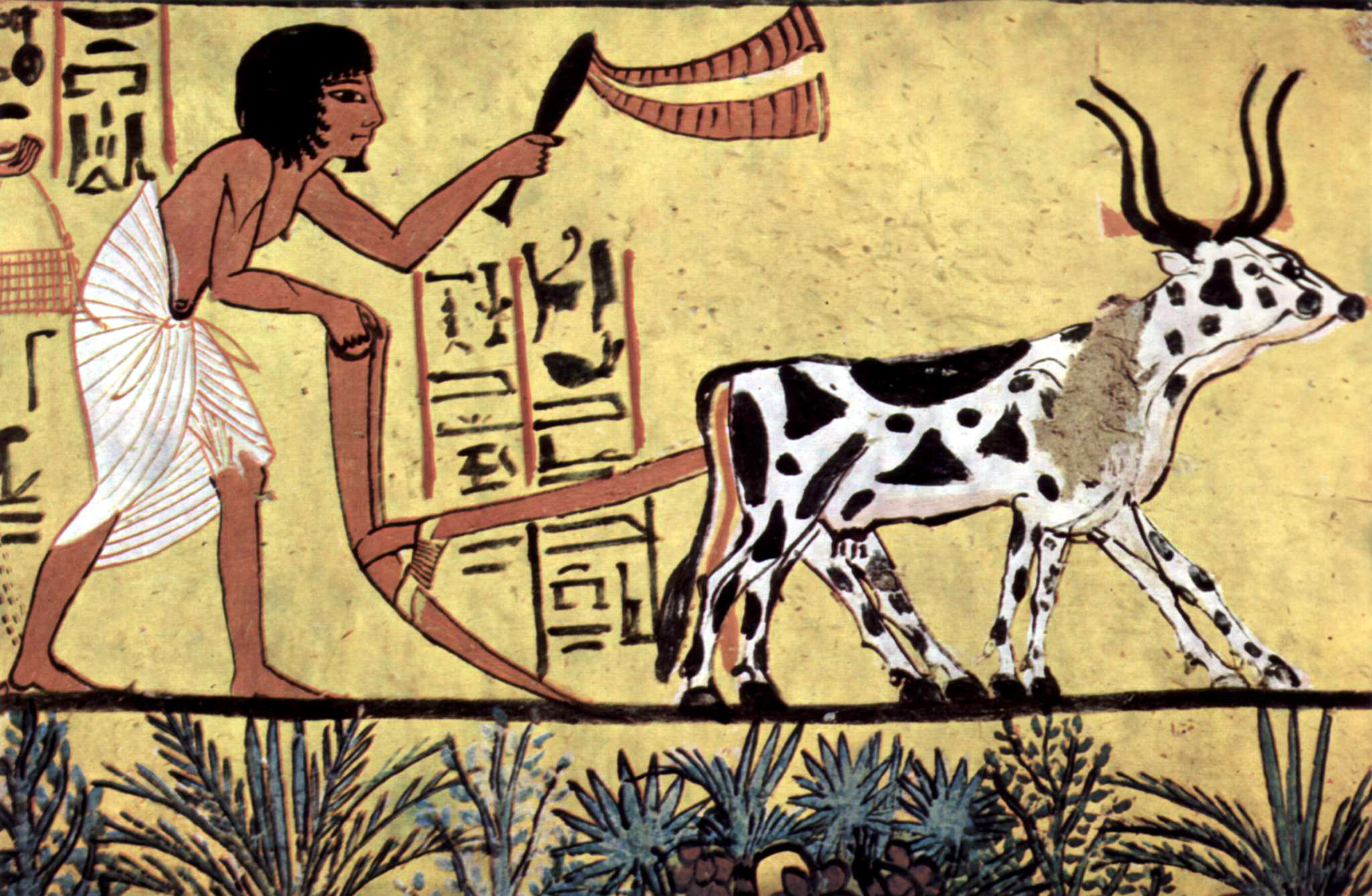
Agricultor a arar.

Depois que as terras inundadas para aparecer, era necessário medir e identificar os bordas, que realizou a tarefa tipo. Depois disso, o chefe de família trabalhava a terra, carregando um charrua madeira para jogar um par de bois liderada por uma criança, e atrás do resto da família plantou o grão depósitos fornecidos pelo Estado.
Após a conclusão, os bovinos foram libertados no terreno para enterrar as sementes com as unhas.
Até a colheita é monitorizado pelo canal irrigação e cuidados dos animais: ovelhas e cabras que pastem perto do deserto e levantou suínos e bovinos em canetas.
A colheita foi também participam na família: o homem na frente com um foice de madeira e de pedra e as mulheres e crianças recolhidas atrás da espigas. Após a colheita, a cultura foi transportada para a era onde é banal, com a ajuda dos bois e foi transportado para o silos governo. De lá eles se espalhar para os funcionários, escravos, trabalhadores e manteve o superavit para compensar os maus momentos.
Durante a inundação, os agricultores estavam envolvidos na limpeza dos canais ou irrigação eram conhecidas para trabalhar nas obras públicas.

### Artesanato

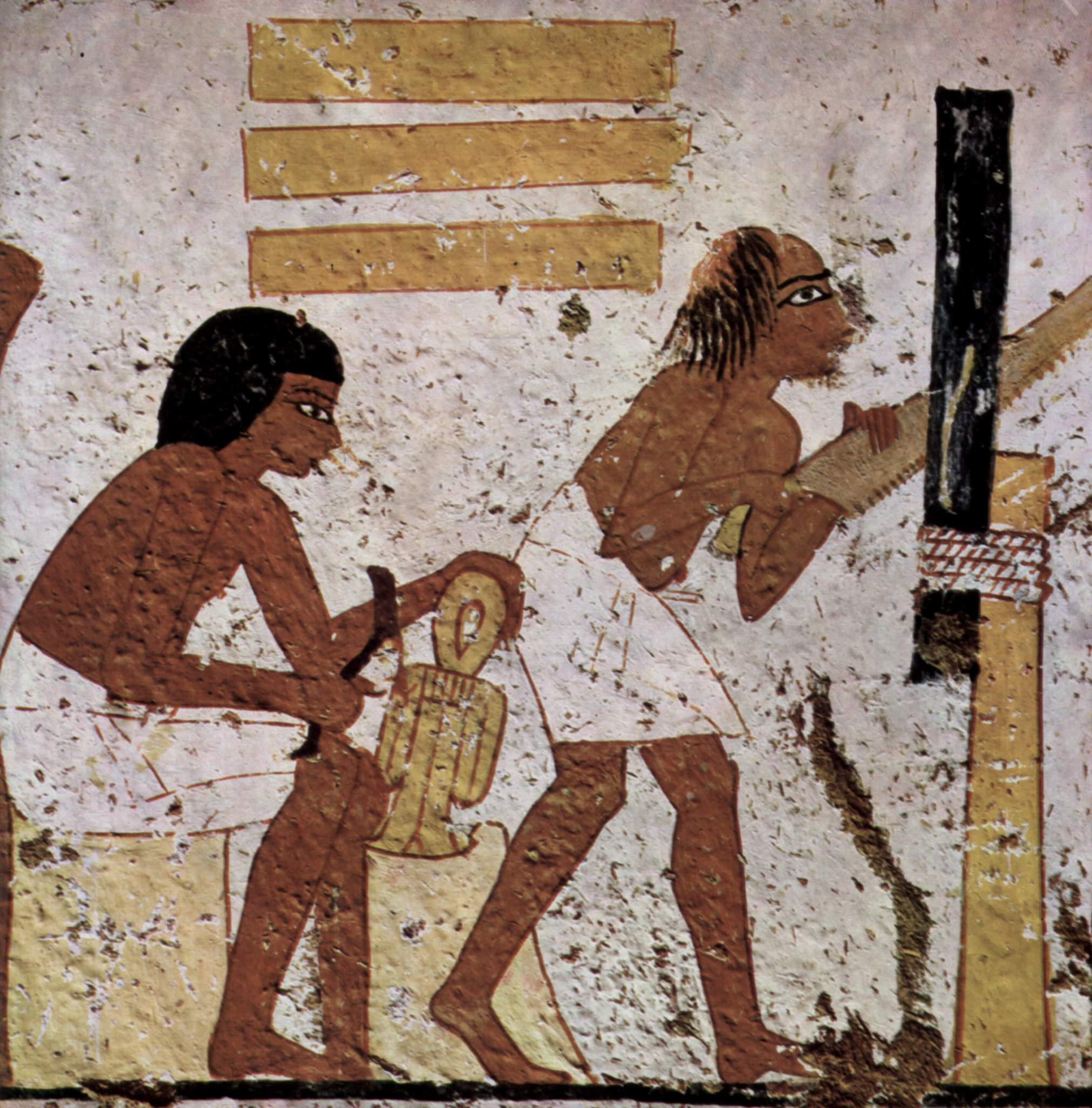
Artesãos

A grande maioria trabalhava para o faraó, os templos e os nobres e decoração fazendo as casas, mobiliário e túmulos.
Quase tudo o que se sabe sobre eles vem do estudo da aldeia de Deir Almedina, onde os escribas para gravar qualquer detalhe. Graças a elas, sabemos que os trabalhadores eram pagos regularmente em grão, e fornecendo-os com sal, roupas e ferramentas, mas outras despesas, tais como mobiliário ou óleo deverão ser adquiridos. O salário foi 5'5 sacos (um saco era equivalente a 65 kg) de grãos por mês, cerca de 11should, e se um litro de óleo ou uma faca para um custo cadeiras ou camas alcançou 20, e um caixão poderia variar entre 25 e 200, como o fizeram encomendas de pessoas fora horas.
Alguns praticavam diversos regimes de poupança: adiar a cobrança mensal poderia ser, tanto quanto a cobrar de uma só vez, ou comprar a crédito, algo arriscado, por causa de falha no faltoso, foi condenado a pagar duas vezes. Em geral, trabalhadores foram empregados na semana de trabalho de dez dias de férias, mas existem manuscritos que se relacionem com que, durante períodos muito longos de tempo os escravos não tinham férias. Divididos em grupos sob as ordens das autoridades de supervisão, horas trabalhadas em cerca de oito horas até a chegada de alimentos e bebidas a partir da aldeia. No ano 1 170 a.C., sob o reinado de Ramessés III, o atraso no pagamento dos salários de fome e levaram para os trabalhadores de Deir Almedina à greve, a obtenção de seus objetivos.

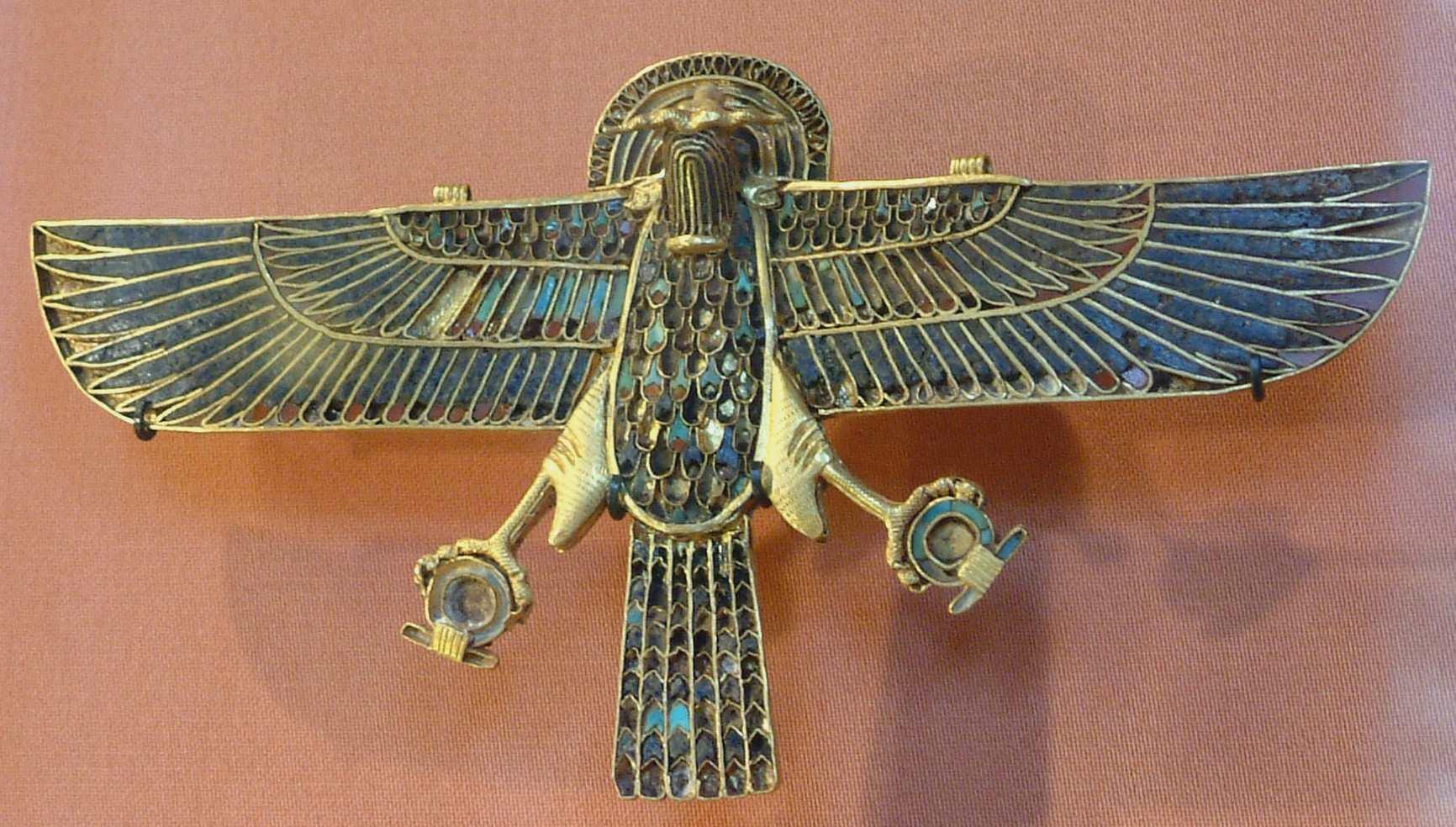
Águia de ouro e pedras preciosas.

A escultura, pintura e arquitectura milímetros regulamentado, com normas e escalas inalterada.
Era delicado jóias, feitas com materiais como ouro, lazulite turquesas. Estes materiais foram também utilizados na marcenaria.
A faiança egípcia, com tons de azul para verde, tem sido conhecida desde o período Pré-dinástico e do vidro que foi utilizado tanto como os contentores para pomadas em valores sólidos.
Também construídos instrumentos musicais, tecidos de linho, papiros, etc

### Mineração e Pedreiras

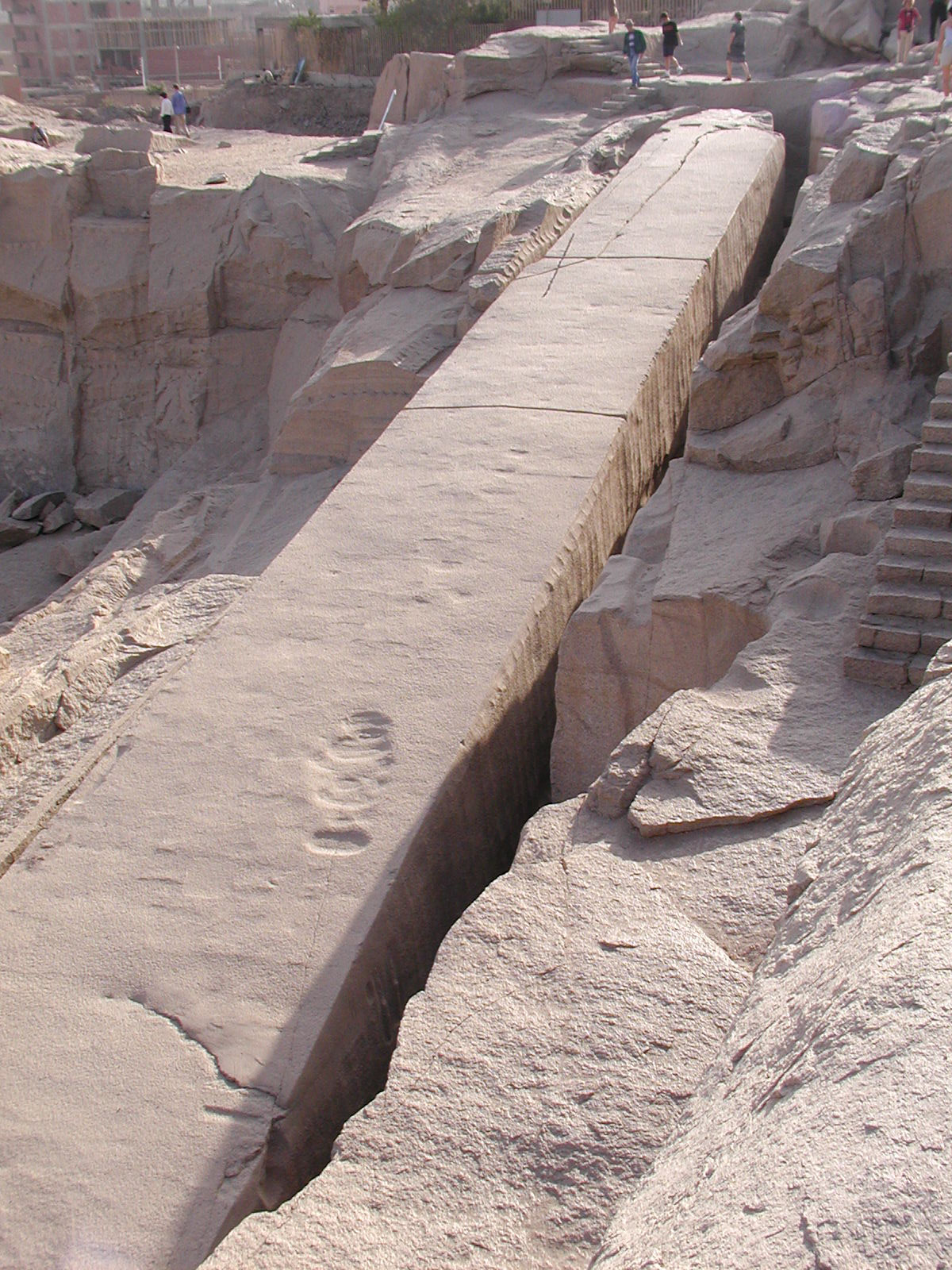
Obelisco inacabado. Pedreira do Assuão

As pedreiras foram no deserto, e não são explorados numa base regular, mas quando se pelas obras previstas. Em princípio, a pedreira procurou o rochas soltas que são ajustados para o tamanho, mas também galerias escavadas na medida do necessário. Foi um trabalho árduo para extrair o bloco desejado, o transporte é, uma escultura de obelisco e colocar no lugar, poderia ter sete ou oito meses.
O método era simples: eles escolheram um bloco tamanho necessário (se ela foi lançada, o melhor), esse bloco é jogado para baixo até um contramestre, ocorreu às estradas que de ângulo para uma espécie de trenós. Se necessário, também perfurou a pedra e praticada galerias.
O trabalho foi árduo e pouca consideração estava no extremo inferior da escala artesanal, muitos pedreiros de prisioneiros de guerra.
Os mineiros tinham um emprego ainda pior. Para remover o minerais, o aquecimento da rocha e, em seguida, a batida na sequência da costura. Os fragmentos retirados das galerias da mina de lavar-los e, então, transportado para o seu destino. Uma vez que as minas estavam no deserto e quase todos os mineiros eram cativos de guerra, abuso e falta de água entre eles.

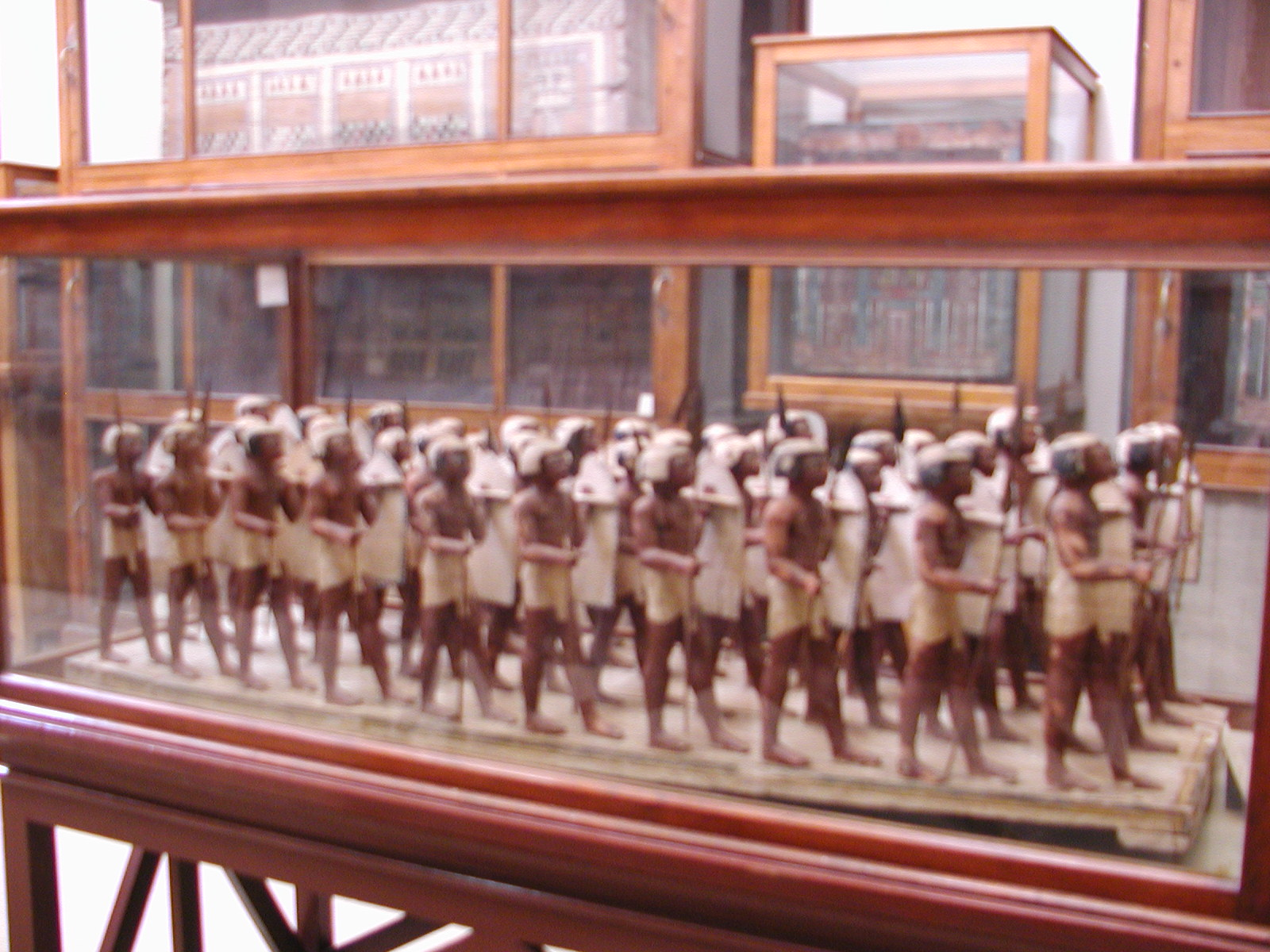
infantaria egípcia.

### Soldados
Desde o isolamento da sociedade calma e ao temperamento do povo, moldado pelo aparelho administrativo e religioso da Estado, as pessoas estavam relutantes em se inscrever.
Junte as tropas foi um sinal de baixo estatuto social e apenas os mais depauperados fez, pelo que a maioria era composta de estrangeiros.
Pouco se sabe sobre a vida e o desempenho das tropas, uma vez que todas as histórias focar exaltando a glória do faraó, como Poema Pentaur, que narra a Batalha de Kadesh em 1284 a. C. durante o reinado de Ramessés II.

### Medicina
Chamavam-nos sun-nu, os homens que sofrem, e as soluções aplicadas misturado com fórmulas mágicas para perguntar aos deuses a fazer efeito. 
Temos várias receitas em papiro (Ebers de Chester Beatry de Hearst...) e nos túmulos de alguns médicos. Outros procedimentos foram cirurgias ou o posicionamento dos pacientes, em alguns estabelecimentos adjacentes aos templos dos deuses estavam perto dele.
Como o corpo foi necessário, em uma outra vida, veio para colocar a prótese no corpo de quem está faltando alguém.
O regulador zelo da administração também interveio na profissão médica, tornando-os funcionários públicos, que lhes garante um rendimento mínimo para além do fixado para chegar em seu próprio, e uma escada que culminou com o título de "chefe da Medicina e Alto Baixo Egito, "o máximo da profissão.

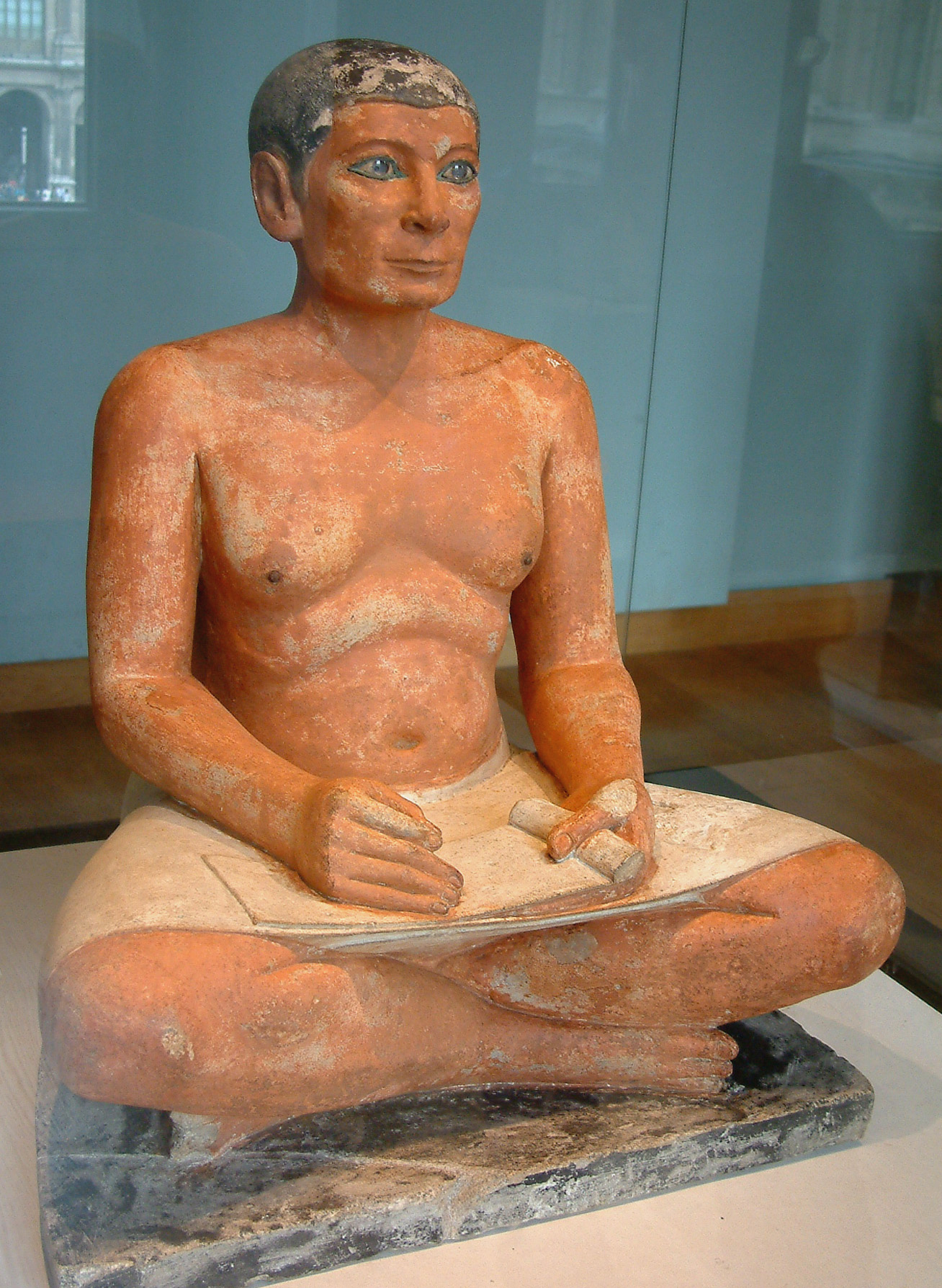
Escriba

### Escriba
Os sacerdotes administrado vida religiosa, tão importante ou mais do que terrena assuntos, que são cobertos no escribas. Ambos estiveram entre os elite dominante.
Na "sátira dos ofícios" (uma carta da XII dinastia também chamada Lições de Dua-Queti porque foi utilizado como material de trabalho nas escolas) irá revelar duas características do tipo de trabalho seu conforto e seu estatuto de funcionário. Respeitado e lisonjeado por todos, poderia facilmente subir a escada social uma vez que ele terminou seus estudos na Casa da Vida.
O mais importante foi o fato de que formaram a base dos funcionários, sem cuja ajuda não teria paralisado a administração. Suas múltiplas funções variando minutos julgamento, registar as entradas e saídas dos armazéns, para controlar a cobrança de impostos, escrever cartas e contratos para os indivíduos a escrever as leis promulgadas pelo faraó da alma ... representa Antigo Egito: Podemos imaginar não soldados, mas não sem pirâmides, templos, com ou sem hieróglifos. Forma, com a aristocracia e os sacerdotes, a mais alta classe social, riqueza e poder e tê-lo facilmente.

### Sacerdotes
Quanto aos sacerdotes, foram delegados do faraó, um verdadeiro deus vivo, o que deve fazer todas as ofertas, procissões e cerimónias necessárias à manutenção da ordem universal , maat, só porque as suas orações e oferendas foram eficazes . Esta é a razão pela qual os templos em que ele estava realizando as diversas cerimónias, rituais renovar sacerdotes escolhidos por ele e pelo seu nome. Como o aparelho do estado para muitos funcionários, e os templos abrigam um grande número de servidores enorme: para além dos muitos sacerdotes eram escribas, médicos, artesãos, camponeses o terra sagrada, auxiliares, bailarinos e músicos.
Entre os sacerdotes, tinha leitores, charutos, profetas, culminando com a figura do Sumo Sacerdote de Ámon, pessoalmente escolhido pelo rei entre os seus fiéis, mas não pertencentes à hierarquia sacerdotal. Segure títulos como "chefe dos segredos do céu" ou "chefe de todos os sacerdotes dos deuses" e sua força política era grande.
Os sacerdotes podiam casar e manter a rica vida de qualquer cidadão, com excepção apenas de vestido branco e fressura cada dois dias, incluindo as sobrancelhas e pestanas e se abstenham de relações sexuais durante os períodos de culto: um em cada quatro meses. Deve ser submetido a uma escrupulosamente limpo antes de iniciar qualquer ritual.

### Faraó
Foi a figura-chave em torno dos quais giraram sociedade. A instituição, criada directamente pelos deuses, não foi alterado durante os três milénios longo civilização egípcia.

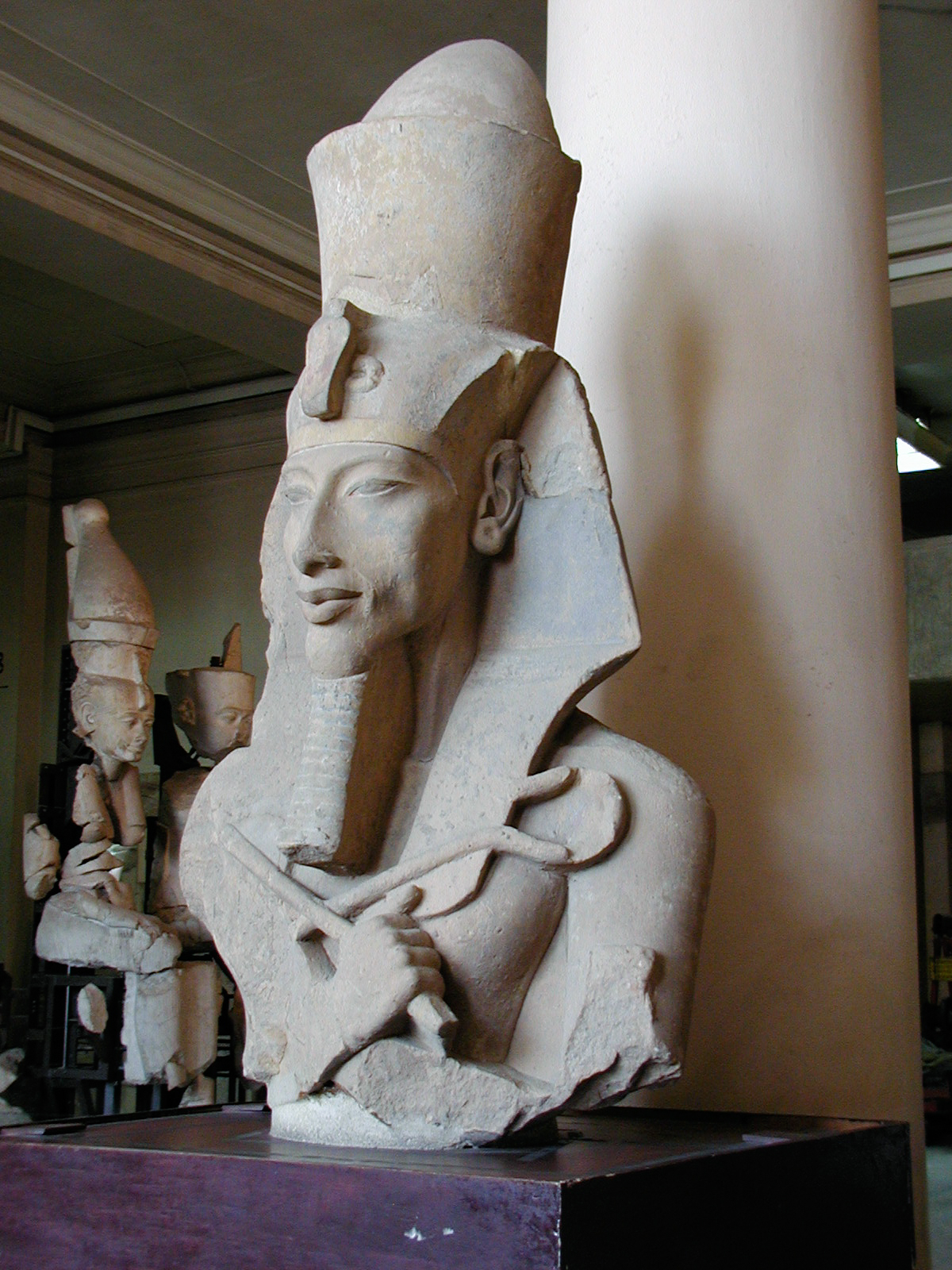
Aquenatão com a coroa dupla o chicote e o pau

Dono de um poder absoluto , Hórus vivo, sustem o maat, a ordem cósmica.
Você não pode afirmar que houve uma dinásticas direito, mas a divindade era suposto ser transmitido pelas mulheres da casa real: os Reis assim as suas irmãs casadas e as suas filhas, traduzir a lei, e pretendia ser nomeado herdeiro co-regente. Quando um filho chamado herdeiro ao secundário esposas ou usurpar a coroa, sempre foi "Deus". Ser mulher transmissores da divindade, foi a de que enquanto o faraó recebeu princesas de outros reinos ao abrigo de um tratado, que estavam apenas secundária e esposas não são entregues a um da família real em linha.
A coroação cerimónia teve lugar em Mênfis, a primeira capital do Reino Unido, e começou a subida à categoria de herdeiro da divindade, dando a insígnia do bandido e chicote, atributos de poder. Em seguida, jogou com o primeiro branco coroa de Alto Egito e, em seguida, o vermelho Baixo Egito e, finalmente, com uma combinação de ambos, sábado, em um trono feito de papiro (um símbolo do Norte) e lótus (símbolo do sul).
Em seu oficial vida, e Deus o Filho de Deus, adoração e deve exercer um controlo cada detalhe do governo pessoalmente nomeia sacerdotes e altos funcionários, e que vivem em uma etiqueta rígida e Asfixiantes obrigações.
De uma forma mais intimista, tive tempo de lazer, como demonstrado em numerosas pinturas: caça, pesca ou simplesmente caminhar através dos jardins do palácio. Claro, tivemos palhaços, amigos, músicos e dançarinos à sua disposição. O faraó tinha várias esposas, que foi o funcionário que assumiu o posto de rainha. Tanto ela e sua mãe tinha um alto grau, e até poderia ser Regentes.
O harém real foi chamado Casa de Jeneret, tinha a sua própria administração sob as ordens da rainha, e uma área separada do palácio. Ele viveu no esposas e concubinas, seus filhos, famílias e filhos de altos funcionários. Não foi uma fechada e proibida, e algumas vezes tornou-se um ninho de intrigas.